# Боагасон
Боагасон (фр. Boisgasson) насеље је и општина у централној Француској у региону Центар (регион), у департману Ер и Лоар која припада префектури Шатоден.
По подацима из 2011. године у општини је живело 110 становника, а густина насељености је износила 14,67 становника/km². Општина се простире на површини од 7,5 km². Налази се на средњој надморској висини од 157 метара (максималној 161 m, а минималној 148 m).

## Демографија
| 1962. | 1968. | 1975. | 1982. | 1990. | 1999. | 2011. |
| ----- | ----- | ----- | ----- | ----- | ----- | ----- |
| 145   | 146   | 124   | 126   | 108   | 114   | 110   |

График промене броја становника у току последњих година